# Борба за господство по река Дунав
Борба за господство по река Дунав е операция на Руската дунавска флотилия за осигуряване комуникациите на Действуващата армия по река Дунав и отвличане вниманието на османското командване от мястото на главния десант при град Свищов. Провежда се по време на Руско-турската война (1877-1878)

## Оперативна обстановка
Стратегическия план на Русия за водене на войната предвижда овладяване на река Дунав и извършване на успешен десант при Зимнич – Свищов, с който действията се пренасят на турска територия. Едновременно се осигуряват комуникациите с Русия и нормалното снабдяване на Действащата руска армия. Формирана е Руска дунавска флотилия в състав от 73 плавателни съда и екипаж 740 офицери и моряци.
Османската дунавска флотилия е в състав от 46 плавателни съда, 77 оръдия от бреговата охрана и екипаж 946 офицери и моряци.

## Бойни действия
В края на месец април 1877 г., руското командване поставя 4 брегови батареи на Долния Дунав при Браила и Рени. Към средата на юни са поставени брегови батареи и по средния Дунав: при Гюргево от 28 оръдия, Парапан, Фламунда, Турну Мъгуреле и Корабия от 33 оръдия. Съчетани са с минни прегради при Рени – Мачински залив, които пресичат достъпа на противникови кораби от Черно море в река Дунав и правят недостъпно долното течение на реката. При тези действия на 29 април, османския броненосен корвет „Лютви Джелал“ с водоизместимост 2500 т. с 13 оръдия и екипаж 219 офицери и моряци хвърля котва срещу руските батареи при Браила. По него е открит артилерийски огън. Около 15:15 часа руски снаряд попада пряко в хранилището за боеприпаси. Последвалия взрив унищожава „Лютви Джелал“ и внася смут в османското командване.
На 14 май, 4 руски катерa откриват монитора „Сейфи“ с 6 оръдия придружен от други османски кораби в Мачинския ръкав на река Дунав. Повреден е след атака от катера „Цесаревич“ с командир капитан-лейтенант Фьодор Дубасов. Потопен е в последващата атака на катера „Ксения“ с командир капитан-лейтенант Александър Шестаков. Руските катери се завръщат без загуби в базата в Браила.
Османското командване се отказва от противодействие на руските катери и прибира оцелелите кораби в дунавските пристанища. Руска дунавска флотилия установява господство по река Дунав.